# 아타르트

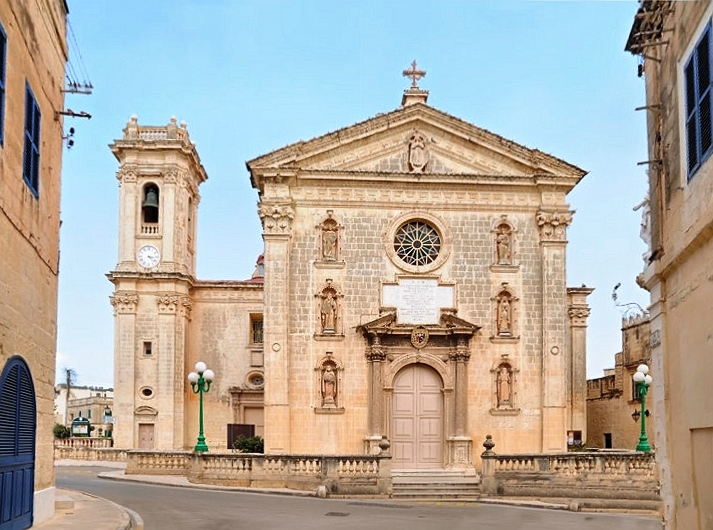
아타르트 성모 마리아 교구 교회

아타르트의 위치

아타르트(몰타어: Attard)는 몰타 중부에 위치한 도시로 면적은 6.6km2, 인구는 10,134명(2011년 3월 기준), 인구 밀도는 1,500명/km2이다. 발찬, 리야와 함께 고대 몰타에 형성된 "3개의 마을" 가운데 한 곳이다. 정원, 감귤 과수원이 들어서 있으며 옛 영국 왕립공군 기지가 있던 곳에 건립된 타알리 국립공원(Ta' Qali), 몰타의 대통령 관저인 산탄톤궁(Il-Palazz Sant'Anton) 또한 이 곳에 위치한다.

시기
시 문장